# ارتش جمهوری اسلامی ایران

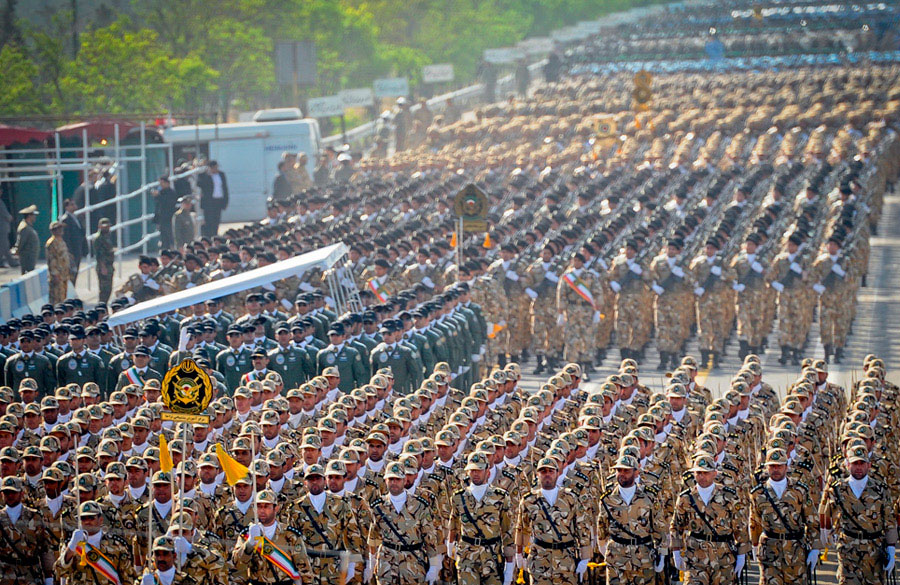
رژه ارتش ایران

ارتش جمهوری اسلامی ایران (کوتاه: آجا) پیکرهٔ اصلی نیروهای مسلح جمهوری اسلامی ایران را تشکیل می‌دهد. وظیفهٔ اصلی ارتش «حفاظت از استقلال و تمامیت ارضی کشور» است. امروزه ارتش ایران از ۴ نیروی زمینی، نیروی دریایی، نیروی هوایی و نیروی پدافند هوایی تشکیل می‌شود که به‌همراه سپاه پاسداران و نیز فرماندهی انتظامی، مجموعهٔ نیروهای مسلح جمهوری اسلامی ایران را تشکیل می‌دهند. هم‌اکنون سرلشکر امیر حاتمی، فرماندهی کل ارتش را برعهده دارد.
پیشینهٔ شکل‌گیری ارتش کلاسیک در ایران، به سال ۱۲۹۹ و تأسیس ارتش شاهنشاهی ایران توسط رضاخان سردار سپه بازمی‌گردد. این سازمان در پی وقوع انقلاب ۱۳۵۷، ابتدا به ارتش ملی ایران و سپس به ارتش جمهوری اسلامی ایران تغییر نام داد، همچنین نیروی دریایی شاهنشاهی ایران (در قالب نیروی دریایی ارتش) و نیروی هوایی شاهنشاهی ایران (تحت عنوان نیروی هوایی ارتش) زیرمجموعه ارتش درآمد.

## تاریخچه
پیشینه شکل‌گیری نیروی نظامی در ایران، به دوران پادشاهی هخامنشیان بازمی‌گردد. در این دوره، نیروهای رزمی از ۲ گروه پیاده‌نظام و سواره نظام تشکیل می‌شد و این نیروها تحت فرماندهی یک نفر قرار داشت و به تدریج، رسته‌های پیاده، سواره، ارابه‌سواران، مهندسان، نفت‌اندازان، کارگزاران و گارد جاویدان شکل گرفت. در دوران پادشاهی اشکانی، اهمیت رسته سواران بیشتر شد و در دوره پادشاهی ساسانیان نیز پادگان‌هایی به‌صورت ثابت ایجاد گردید. در طول ادوار مختلف تاریخ ایران، همواره نیروی نظامی با کیفیت مختلف در ایران وجود داشته است، ولی فرم کنونی نیروهای مسلح مدرن، در دوران پهلوی شکل گرفت.

### ارتش در دوران پهلوی

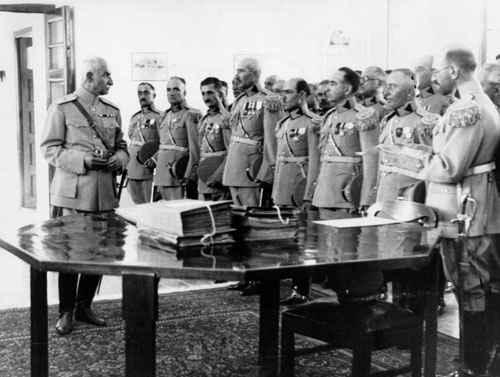
رضاشاه به همراه امرای ارتش شاهنشاهی

در دوره حکومت رضاشاه، ایران به ۵ حوزه نظامی بزرگ تقسیم شد، که باید آن را مبدأ تشکیل ارتش، به صورت اصولی و به شکل امروزی آن دانست. این ۵ حوزه شامل لشکر مرکز، لشکر شمال‌غرب، لشکر شرق یا خراسان، لشکر جنوب و لشکر غرب می‌شد.
همچنین در اواخر دوران قاجار، از سال ۱۳۰۳ نیروی هوایی شاهنشاهی ایران تأسیس گردید. سپس طی سال‌های ۱۳۱۴ تا ۱۳۲۰ تحولات اساسی دیگری در سازمان نیروی زمینی ارتش به وجود آمد و این سازمان شامل ۵ لشکر رزمی، ۴ تیپ مستقل، ۲ واحد توپخانه و ضدهوایی شد. در سال ۱۳۱۴ درجات نظامی نیز تعیین گردید.

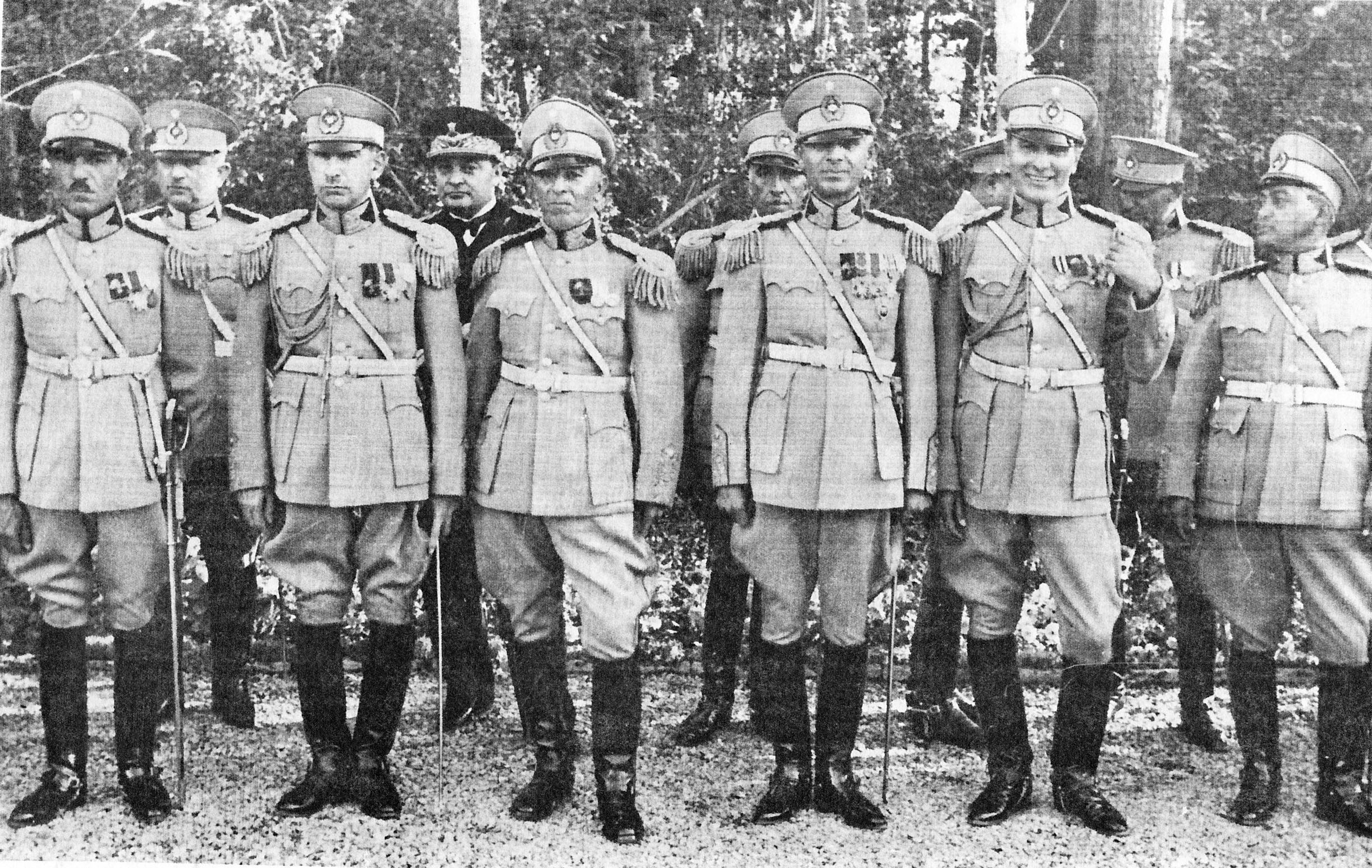
ژنرال‌های ارتش شاهنشاهی ایران در سال ۱۳۱۷

در این دوره، آموزشگاه‌های گوناگون نظامی مانند مدرسه دیویزیون (برای دیویزیون قزاق)، مدرسه نظام مشیرالدوله (برای بریگاد مرکزی)، مدارس افسیه و سوزافسیه (برای ژاندارمری و کلاس‌های بیطاری) که پیش‌تر در زمان قاجاریه تشکیل شده بودند، در یکدیگر ادغام شدند و برای نخستین بار، نهادی به نام مدارس نظام کل قشون ایجاد گردید. در طول سالهای بعد این مدارس به ۳ مدرسه جداگانه: مدرسه ابتدایی نظام، مدرسه متوسطه نظام و مدرسه عالی نظام تبدیل شدند، که نام این ۳ مدرسه نیز در سال ۱۳۱۴ به ترتیب به دبستان نظام، دبیرستان نظام و دانشکده افسری تغییر پیدا کرد.

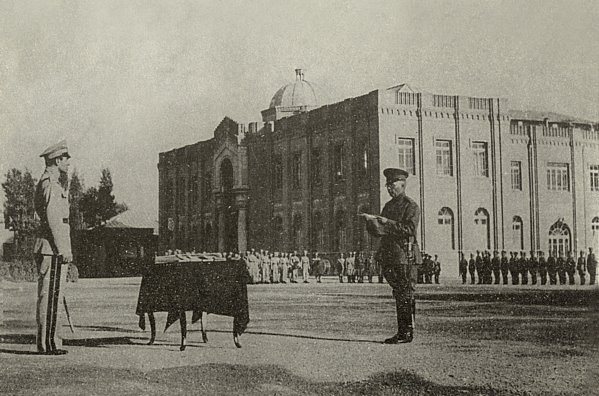
آیین دانش‌آموختگی افسران ارتش در دانشکده افسری با حضور ولیعهد محمد رضا پهلوی، ۱۳۱۹ خورشیدی

در سال‌های بعد، مقطع بالاتر آموزش عالی نظامی، بنام دافوس (دانشکده فرماندهی و ستاد) راه‌اندازی شد. از سال ۱۳۳۴ نیز نیروی دریایی شاهنشاهی ایران شکل گرفت. به دنبال تعدادی از درگیری‌ها با پادشاهی عراق در فروردین ۱۳۴۸ بر سر حق مالکیت اروندرود، محمدرضا پهلوی برنامه نوسازی و تجهیز بی‌سابقه‌ای را برای نیروهای مسلح ایران آغاز کرد. در بسیاری از موارد، ایران حتی قبل از اینکه سلاح به نیروهای مسلح کشورهای سازنده‌اش عرضه شود، از آن برخوردار می‌شد. در این دوره قدرت، ایران از منافع خود در منطقه با بهره‌گیری از قدرت نظامی حفاظت کرد؛ در عمان، شورش ظفار با کمک نیروهای ارتش شاهنشاهی در هم شکسته شد. در آذر ۱۳۵۰، نیروهای ایرانی به دنبال خروج بریتانیا از جزایر غیرمسکونی، اما استراتژیک ابوموسی، تنب کوچک و تنب بزرگ کنترل سه جزیره را به دست گرفتند.

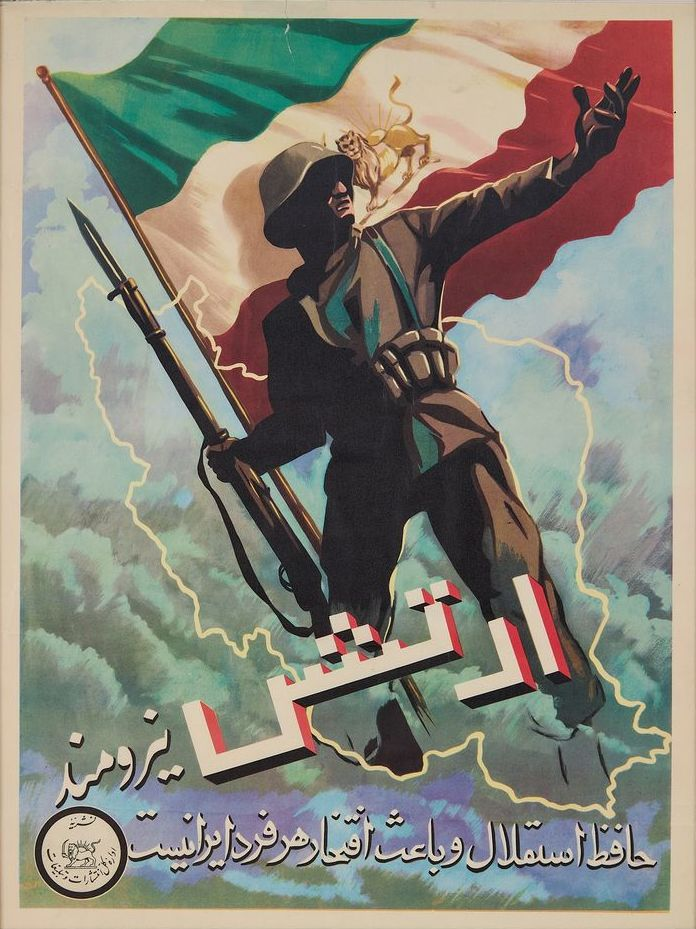
پوستر چاپ دولت با موضوعیت اهمیت ارتش در دهه ۱۳۴۰

در اوایل دهه ۱۳۵۰ اقتصاد ایران به لطف افزایش بی‌سابقه قیمت نفت سال‌های رکورددار رشد را تجربه کرد. تا سال ۱۳۵۵، تولید ناخالص داخلی ایران بیشترین مقدار در خاورمیانه بزرگ بود. این موضوع هدف شاه برای خرید پیشرفته‌ترین تجهیزات و تسلیحات نظامی، به ارزش میلیاردها دلار از کشورهایی مانند ایالات متحده آمریکا و بریتانیا را، تسهیل و تسریع کرد.
خریدهای ایران از ایالات متحده قبل از انقلاب ۱۳۵۷ شامل: ۷۹ فروند گرامن اف-۱۴ تام‌کت، ۲۲۵ مک‌دانل داگلاس اف-۴ فانتوم ۲، ۱۶۶ فروند نورثروپ اف-۵، ۱۵ هواپیمای شناسایی لاکهید پی-۳ اوریون، ۴۵۵ دستگاه تانک ام۶۰ پاتون، ۵۰۰ تانک ام ۱۰۹ هویتر و دو ناوشکن از رده خارج‌شده و سپس مدرن‌سازی شده متعلق به ارتش آمریکا یعنی ناوشکن ببر و ناوشکن پلنگ بود. در حوزه موشکی، ایران از ایالات متحده، ۵۲ موشک دستگاه ام‌آی‌ام-۲۳ هاوک با بیش از ۲۰۰۰ موشک مربوط، بیش از ۲۵۰۰ موشک هوا به زمین ای‌جی‌ام-۶۵ ماوریک و بیش از ۱۰ هزار موشک بی‌جی‌ام-۷۱ تاو را از ایالات متحده خریداری کرد. علاوه بر این، ایران صدها هلیکوپتر هم از ایالات متحده دریافت کرد، ۲۰۲ فروند بل ای‌اچ-۱ سوپرکبرا، ۱۰۰ بوئینگ سی‌اچ-۴۷ شینوک و ۲۸۷ بالگرد بل ۲۱۴.

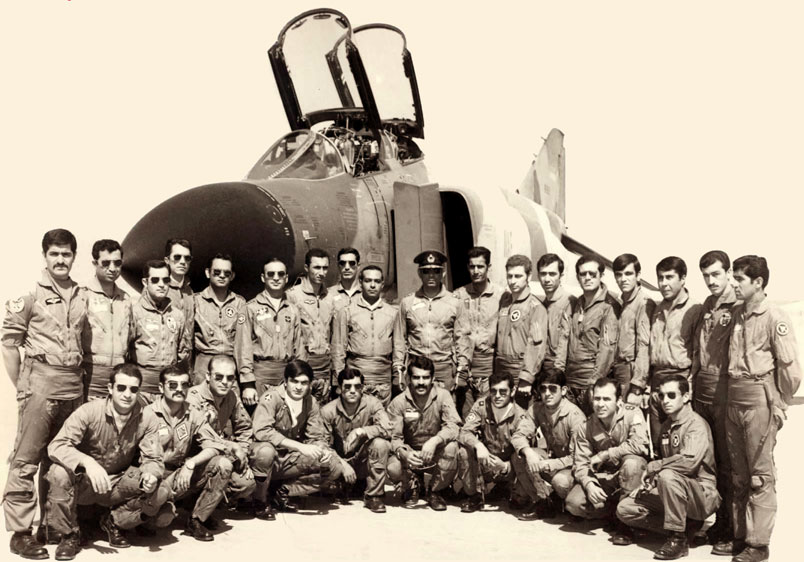
اولین مک‌دانل داگلاس اف-۴ فانتوم ۲ تحویل‌شده به ارتش ایران در سال ۱۳۵۰

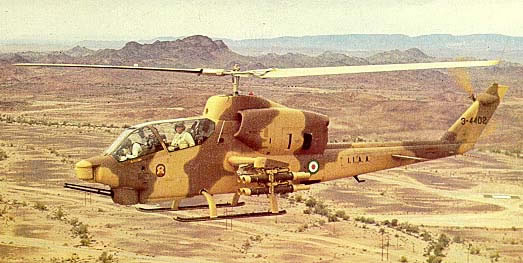
بالگرد بل ای‌اچ-۱ سوپرکبرا متعلق به ناوگان هوایی ایران در دهه ۱۳۵۰

خریدهای ایران از بریتانیا قبل از انقلاب ۱۳۵۷ شامل: ۱ ناوشکن از کار افتاده و مدرن سازی‌شده ارتش این کشور (ناوشکن آرتمیس)، ۴ ناوچه ساخت انگلیس (ناوچه کلاس الوند) و مجموعه گسترده‌ای از موشک‌ها مانند سیستم‌های موشکی رایپر و سیاکت بود. علاوه بر این، ایران ده‌ها هاورکرافت اس‌آر. ان۶، ۲۵۰ تانک سبک اف‌وی۱۰۱ اسکورپیون و ۷۹۰ تانک چیفتن خریداری کرد.
ایران همچنین به‌طور قابل توجهی تجهیزات زرهی زمینی خود را از اتحاد جماهیر شوروی دریافت کرد. این معاملات معمولاً با استفاده از نفت و گاز طبیعی ارزان از طرف ایرانی در ازای تخصص، آموزش و تجهیزات روسی انجام می‌شد. در زمینه تجهیزات نظامی، ایران به وسایل نقلیه توپخانه زسو-۲۳-۴، ۳۰۰ بی‌تی‌آر-۶۰ به همراه ۲۰۰ بی‌تی‌آر-۵۰ و ۳۰۰ پرتابگر موشک ب‌ام-۲۱ گراد مجهز شد.
ایران در اواخر دهه ۱۳۵۰ از بریتانیا، فرانسه و چین در سفارش تجهیزات جنگی از ایالات متحده پیشی گرفت اما به دلیل وقوع انقلاب ایران در بهمن ۱۳۵۷، بسیاری از این سفارش‌ها را هرگز دریافت نکرده است. این تجهیزات شامل پیشرفته‌ترین جنگ‌افزارهای روز دنیا بود و برخلاف سفارش‌های قبلی، نیروی دریایی را هم شامل می‌شد، اما این سلاح‌ها تابه‌حال به ایران تحویل داده نشده‌اند.

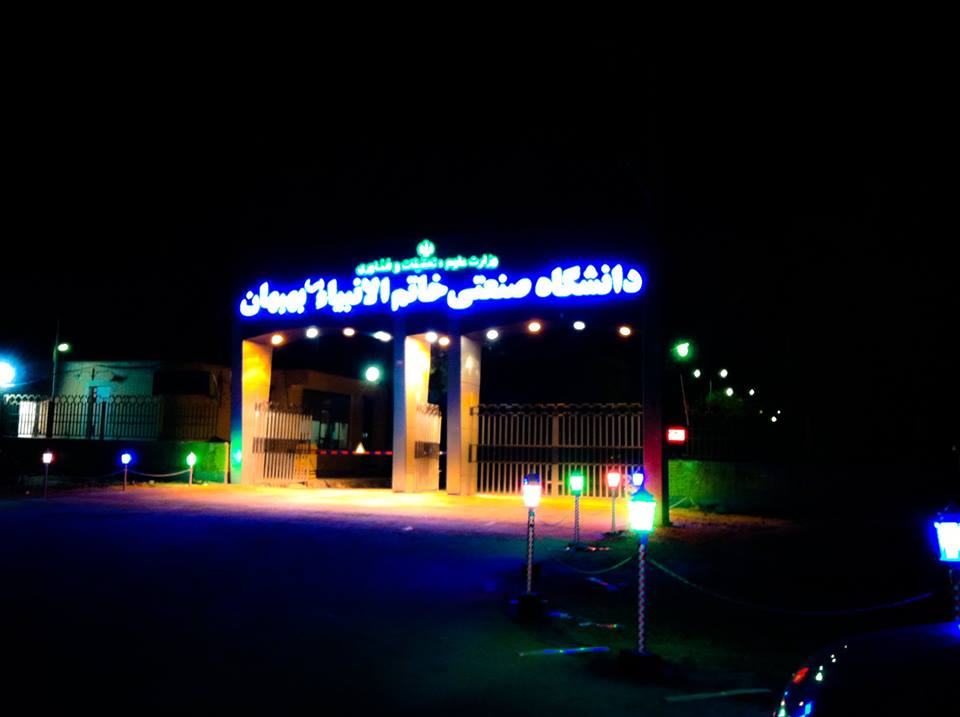
محمدرضا شاه به همراه امرای ارتش شاهنشاهی

بعد از اینکه پیشرفت تجهیزات نظامی ارتش عراق به شاه ثابت و مشهود شد شاه به آمریکا درخواست موشک‌های دارای کلاهک هسته‌ای داد ولی دولت جیمی کارتر این درخواست را رد کرد، شاه به اسرائیلی‌ها متوسل شد. ایران با همکاری اسرائیل در پروژه شکوفه در حال کار بر روی موشک‌های بالستیک بودند. همکاری دو کشور در تلاش برای مونتاژ موشک‌های آمریکایی و تجهیزات ساخته‌شده توسط اسراییل که توانایی مجهز شدن به کلاهک هسته‌ای را دارا بودند، دیده می‌شد. ترکیبی از ناوبری موشک آمریکایی و تجهیزات راهبری و مورد مهم آن‌که اسراییل مجاز به اشتراک‌گذاری آن تجهیزات با دیگر کشورها نبود. اسرائیلی‌ها و ایرانی‌ها به صورت یکسان، ماهیت و اندازهٔ این طرح را از ایالات متحده آمریکا مخفی نگه داشتند و به‌صورت محرمانه این پروژه را در بین خودشان نگه داشته بودند.
در این زمان ایران بیش از ۱۰ میلیارد دلار (معادل حدود ۴۰ میلیارد دلار امروزی) برای ساخت نیروگاه‌های اتمی سرمایه‌گذاری کرده بود. قرار بود ۸ مکان توسط آمریکایی‌ها، ۲ مکان توسط آلمانی‌ها و ۲ مکان توسط فرانسه برای پروژه هسته ای ۲۳۰۰۰ مگاواتی ساخته شود که می‌توانست برای ۵۰۰–۶۰۰ کلاهک اتمی اورانیوم کافی تولید کند.

### انقلاب ۱۳۵۷ و ارتش جمهوری اسلامی ایران

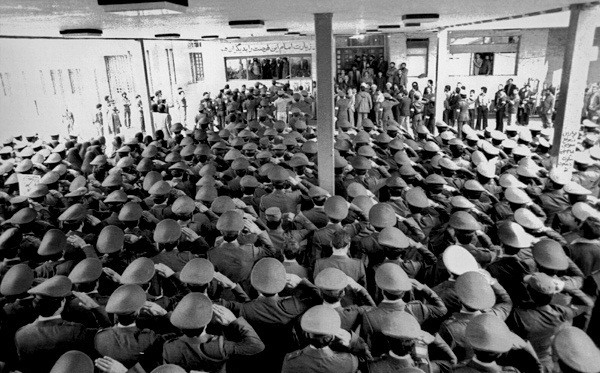
دیدار همافران نیروی هوایی شاهنشاهی با روح‌الله خمینی، ۱۹ بهمن ۱۳۵۷

روز ۲۲ بهمن ۱۳۵۷، پس از انقلاب ۱۳۵۷ و آغاز به کار دولت موقت، بنا به پیشنهاد جناح نظامی انقلاب، سرلشکر سید محمدولی قرنی در سمت نخستین رئیس ارتش ملی اسلامی ایران پس از انقلاب قرار گرفت.
«بقا یا انحلال ارتش» یکی از بحث برانگیزترین موضوعات در چند ماه نخست پس از پیروزی انقلاب بود. برخی از گروه‌های چپ مانند حزب توده، مجاهدین خلق و چریک‌های فدائی خلق به همراه گروه ملی‌گرای جبهه دموکراتیک ملی ایران با برگزاری تظاهرات‌های مختلف به دنبال انحلال ارتش و تشکیل «ارتش خلقی» بودند؛ اما خمینی و دولت موقت بر پاکسازی و بقای ارتش تأکید داشتند.

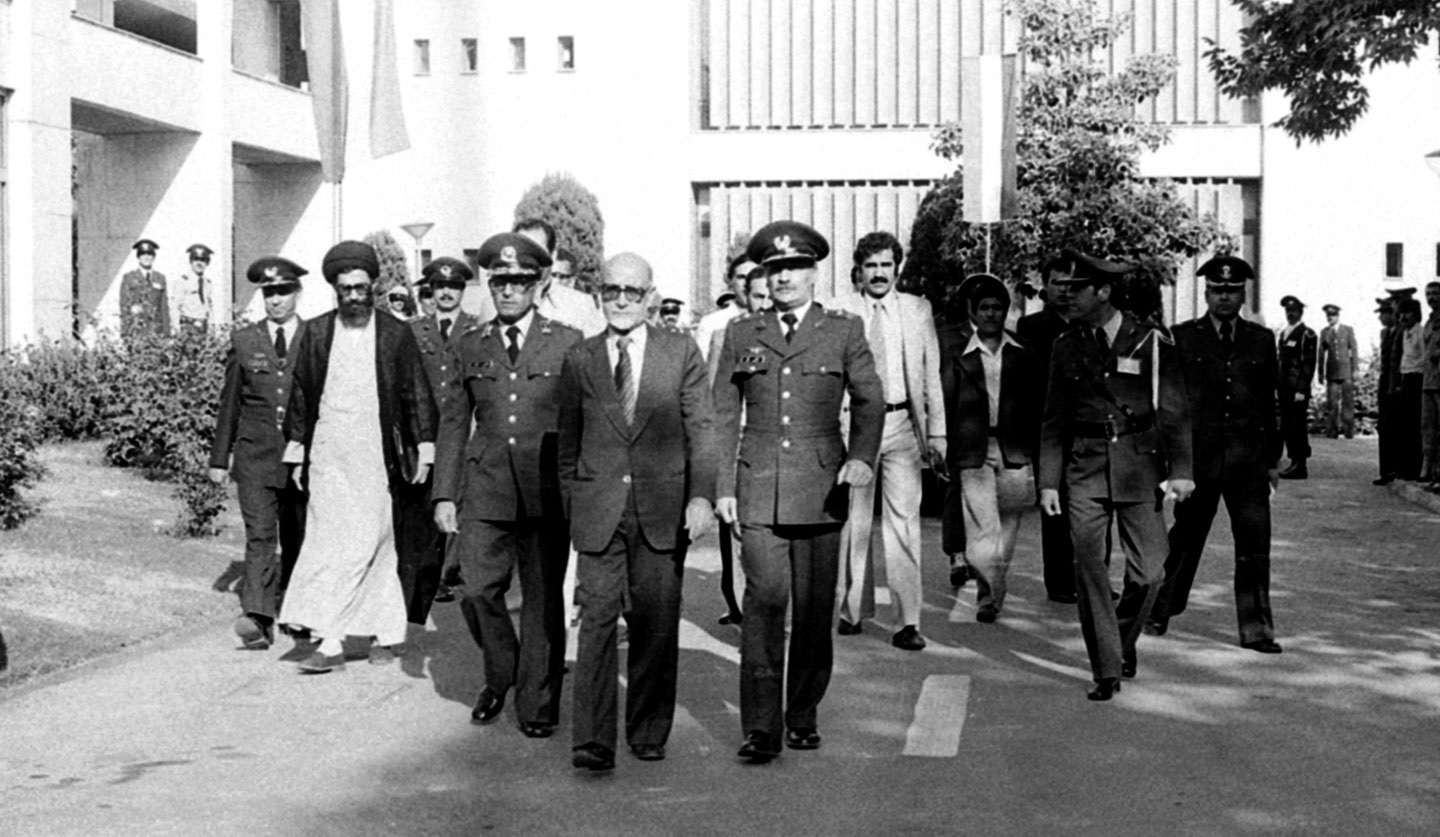
نخست‌وزیر مهدی بازرگان و چند تن از فرماندهاند ارتش ملی اسلامی ایران

پس از چند ماه مناقشه سرانجام رهبر جمهوری اسلامی در روز ۲۶ فروردین ۱۳۵۸ به صورت قاطع از ارتش حمایت کرد و در جمع پرسنل پادگان فرح‌آباد که به ملاقات او آمده بودند، گفت: 
... من اعلام می‌کنم که اگر کسی با ارتش ما مخالفت امروز بکند، با اسلام مخالفت کرده است؛ با پیغمبر اسلام مخالفت کرده است. امروز ارتش، ارتش طاغوتی نیست؛ ارتش محمدی است.

در همین راستا در روز ۲۸ فروردین نام ارتش از ارتش ملی اسلامی ایران به «ارتش جمهوری اسلامی ایران» تغییر یافت. خمینی نیز در همان روز پیامی منتشر کرد و روز ۲۹ فروردین را روز ارتش اعلام کرد. در قسمتی از آن پیام آمده بود: 
... روز چهارشنبه ۲۹ فروردین روز ارتش اعلام می‌شود. ارتش محترم در این روز در شهرستان‌های بزرگ با ساز و برگ به رژه بپردازند و پشتیبانی خود را از جمهوری اسلامی و ملت بزرگ ایران و حضور خود را برای فداکاری در راه استقلال و حفظ مرزهای کشور اعلام نمایند.
روز ۲۹ فروردین در تقویم رسمی ایران روز ارتش نامگذاری شده و هر ساله در این روز تیپ‌ها ئ گردان‌های ارتش در سراسر کشور مراسم رژه برگزار می‌کنند.
در یک سال اول انقلاب و علی‌الخصوص بعد از وقوع کودتای نوژه، بسیاری از افسران بلندپایه ارتش تصفیه شدند که باعث از بین رفتن ساختار ارتش شد. کاهش طول دورهٔ خدمت وظیفه عمومی توسط دولت موقت به یک سال، انتقال پرسنل متخصص و فنی به خارج از یگان‌های رزمی، اخراج چهل هزار مستشار آمریکایی که برای آموزش با ارتش ایران همکاری می‌کردند، فرار یا خانه‌نشین شدن تعداد زیادی از فرماندهان نظامی، عدم خرید هرگونه تجهیزات و تسلیحات، لغو قرارداد خریدهای خارجی و طرح فروش اقلام عمدهٔ تجهیزات ارتش، ازهم‌پاشیدگی سیستم اطلاعاتی ارتش و فراخواندن وابسته‌های نظامی به کشور، تضعیف آموزش و تعمیر و نگهداری و نیز تلفاتی که در مأموریت‌های ارتش برای برقراری امنیت در مناطق مختلف کشور به خصوص در کردستان پیش آمد از جمله عوامل تضعیف ارتش بودند.
این مسائل باعث شدند که صدام حسین به این ارزیابی برسد که ایران توان دفاع دربرابر حملات ارتش پیشرفته او را نخواهد داشت و در عرض یک هفته تهران را فتح خواهد کرد. با این محاسبات، عراق در ۳۱ شهریور ۱۳۵۹ به ایران حمله کرد.

#### ارتش در طول جنگ ایران و عراق
« [در ابتدای جنگ] ارتش فی نفسه هیچ اختیاری نداشت، یعنی اختیار فرماندهی نیروی زمینی در حد جابه‌جایی یک گردان بود… یعنی برای جابه‌جایی یک تیپ نمی‌توانست تصمیم بگیرد، چه برسد به این که بداند عراق چه می‌خواهد بکند تا در مقابل آن عمل کند… »

در سال نخست جنگ، مدیریت و کنترل جبهه‌ها بیشتر بر عهده فرماندهان ارتش بود. سپاه پاسداران در آن روزها در اوایل عمر خود به سر می‌برد و هیچ تصور و ادراکی از یک جنگ تمام‌عیار و جنگیدن با یک ارتش مجهز را نداشت. در روزهای آغازین جنگ، سطح اطلاعات و دانش نظامی سپاه اندک بود. ساختار سازمانی آن هم به صورت نظامی شکل نگرفته بود و این باعث عدم هماهنگی میان دو نیرو می‌شد. اختلافات میان سپاه پاسداران و ارتش از یک سو و اختلاف میان فرمانده کل قوا ابوالحسن بنی‌صدر و اکثریت مجلس شورای اسلامی از سوی دیگر موجب شده بود تا انسجام تصمیم‌گیری در زمینه جنگ وجود نداشته باشد.
این مشکلات علاوه بر غافلگیری نیروهای ایرانی همگی باعث شدند تا در نخستین روزهای حمله ارتش عراق، حدود سی هزار کیلومتر مربع از خاک ایران به اشغال درآید. هدف اولیه بخش ارتش عراق، تصرف برق‌آسای شهر مرزی خرمشهر و پس از آن آبادان، اهواز، دزفول و سوسنگرد بود؛ ولی سه ستون زرهی عراقی که برای تصرف خرمشهر اعزام شده بودند با مقاومت ناهماهنگ و خودجوش مردم این شهر مواجه شدند و در کمین حدود ۳۰۰۰ غیرنظامی‌ای افتادند که سلاح‌های ناچیزی همچون تفنگ ام۱ گاراند، نارنجک و کوکتل مولوتوف در مقابل ارتش عراق مقاومت می‌کردند.

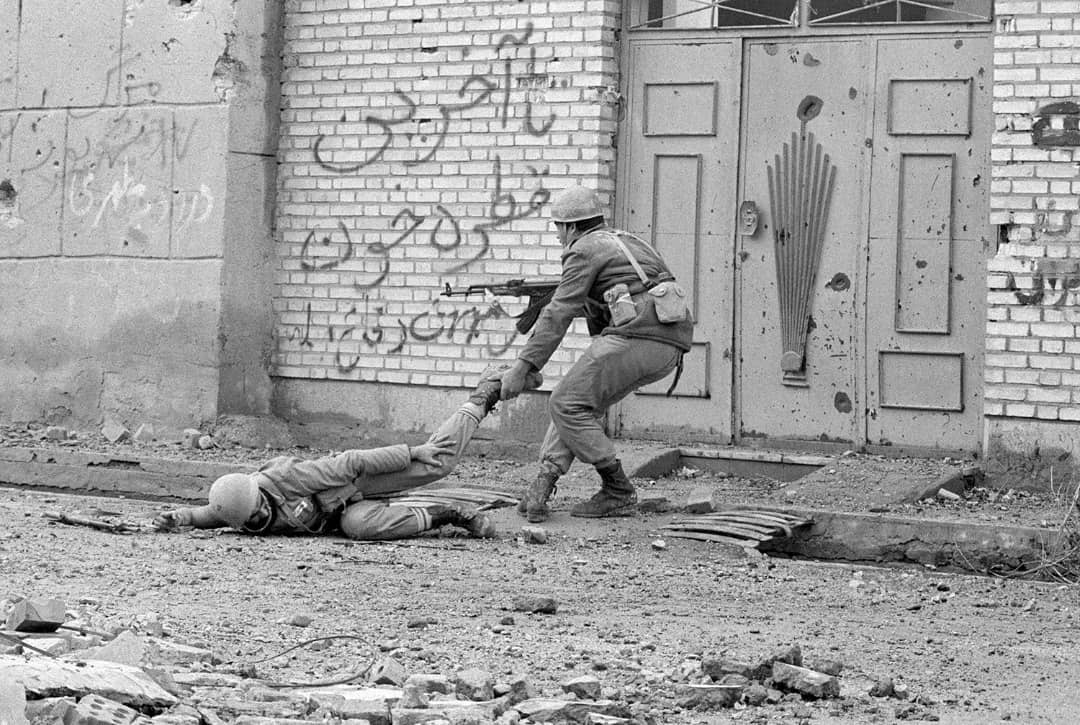
نبرد خیابانی تکاوران ارتش در خرمشهر

این نیروها موفق شدند جلوی پیشروی سریع ارتش عراق را بگیرند و عراق در همان مرحله اول جنگ، در رسیدن به اهداف خود ناکام ماند و درگیر یک نبرد خانه به خانه در کوچه‌های خرمشهر شد. پس از آن نیز عراق به مدت سه هفته درگیر نبردهای خیابانی با گردان تکاوران دریایی بوشهر در این شهر بود. 

تکاور نیروی دریایی ارتش، در خلال نبرد خرمشهر

نهایتاً عراق که ابتدا برای اشغال خرمشهر دو گردان فرستاده بود، با مقاومت نیروهای ایرانی مجبور شد بیش از دو لشکر اعزام کند. خرمشهر ۳۴ روز مقاومت کرد ولی در ۳ آبان ۱۳۵۹ با عقب‌نشینی تکاوران، شهر سقوط کرد.
در جبهه نبرد دریایی ایران در ۵۲ روز ابتدای جنگ و طی عملیات مروارید، نیروی دریایی عراق را به کلی منهدم کرد و تا پایان جنگ برتری خود در خلیج فارس را حفظ نمود. دریادار بهرام افضلی، فرمانده نیروی دریایی به هنگام شروع جنگ، طراح این عملیات تاریخی بود. اندک مدتی پس از این واقعه بهرام افضلی به اتهام عضویت در حزب توده ایران دستگیر شد و به همراه ۹ نفر دیگر از افسران بلندپایه ارتش، از جمله هوشنگ عطاریان تیرباران گردید.
در جبهه هوایی هم، نیروی هوایی ارتش، در اوایل جنگ دارای برتری مطلق در مقابل عراقی‌ها بود. تنها ۲۴ ساعت پس از شروع جنگ، جنگنده‌های ارتش به تمام خاک عراق حمله‌ور شدند و در نابودسازی خودروهای نظامی، ادوات توپخانه‌ای و تدارکات ارتش عراق موفق عمل کردند. نیروی هوایی ارتش تنها پس از سه هفته با نابود کردن بسیاری از تدارکات ارتش عراق و اکثر پایگاه‌های نظامی آن در نزدیکی جبهه پیش‌روی نیروهای عراقی را متوقف کرد. نیروی هوایی و پدافند عراق در شرایطی نبودند که قادر به مقابله با خلبانان تعلیم دیده و جنگنده‌های پیشرفته اف-۱۴ نیروی هوایی ایران باشد و حتی در مواجهه با جنگنده‌های اف-۴ و اف-۵ و هلیکوپترهای کبرای نیز مشکلات جدی داشتند.

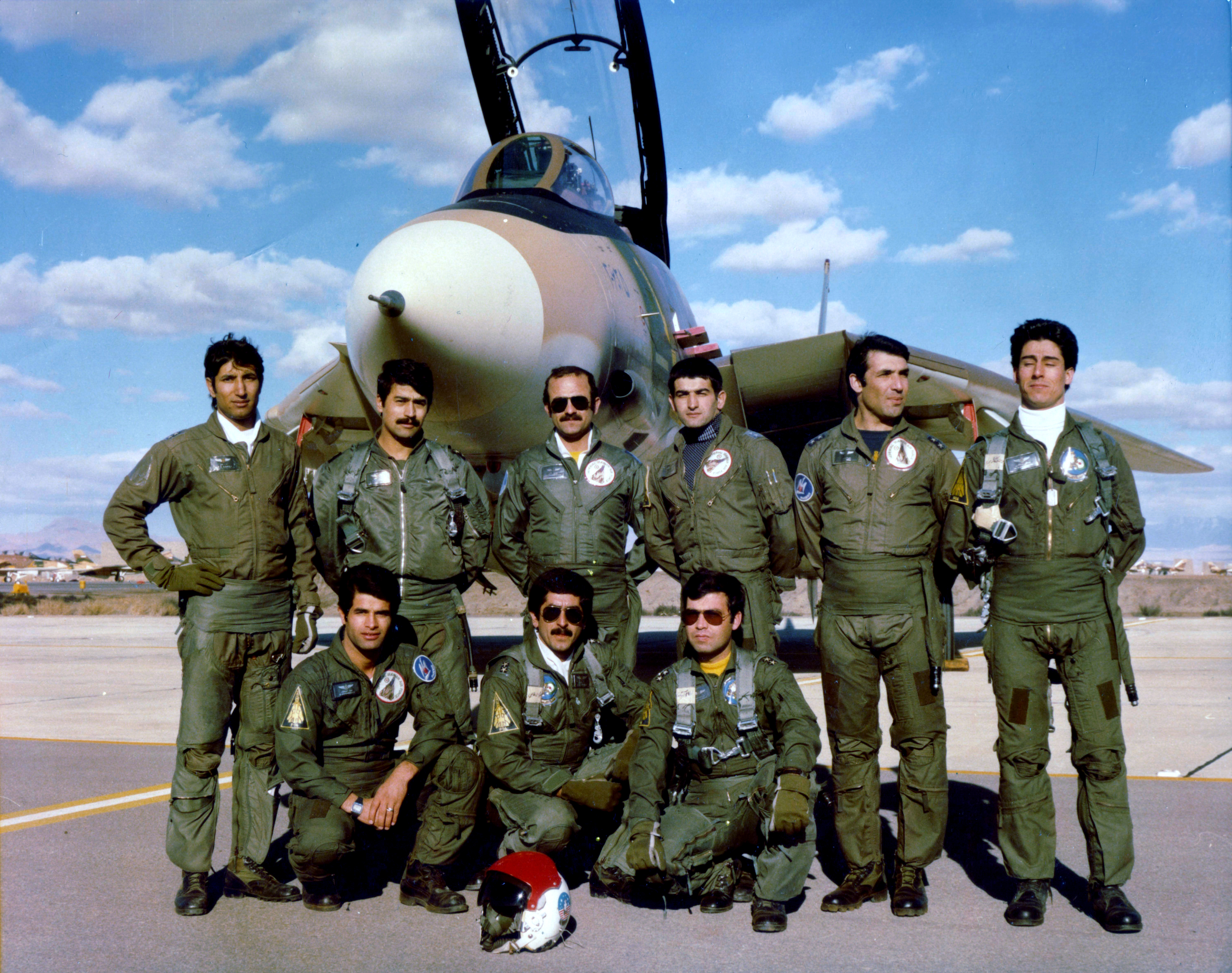
خلبانان گرومن اف-۱۴ تام‌کت نیروی هوایی ارتش. ایستاده از چپ: اسدالله عادلی - جلیل زندی - غلام هاشمپور - عباس بابایی - ایرج سیروس - محمد رستم پور. نشسته از چپ: صدیقیان - احمد مرادی طالبی -اکبر پناهی

در همین زمان نیروی هوایی عراق ناگزیر شد تعداد زیادی از هواپیماهای خود را به فرودگاه «الولید» در غرب این کشور (۵۰ کیلومتری مرز اردن) منتقل کند تا از دسترس هواپیماهای ایران خارج شوند. با این حال خلبانان ایرانی توانستند با سوخت‌گیری در هوا خود را به پایگاه «الولید» برسانند و در آنجا ۴۶ هواپیمای عراقی (۱۵ تا ۲۰ درصد از کل نیروی هوایی عراق در آن زمان) را روی زمین منهدم کنند. این حمله به عملیات اچ-۳ معروف شد.
ایرانی‌ها در نبردهای هوایی ۱۸۰ روز اول جنگ پیروزی‌های چشمگیری داشتند اما فرماندهی نیروی هوایی ایران پس از آن دستور به عملیات تدافعی داد تا از وارد آمدن خسارات بیشتر به نیروی هوایی ایران جلوگیری کند. جنگنده‌های ایرانی دستور داشتند که به جای تعقیب و انهدام هواپیماهای عراقی فقط جلوی آن‌ها را بگیرند. در طرف مقابل نیروی هوایی ارتش عراق توانست پس از دو سال خود را بازسازی کند.

فرمانده ستاد مشترک ارتش، ولی‌الله فلاحی، فرماندهی چندین عملیات مشترک ارتش و سپاه، ازجمله عملیات ثامن‌الائمه را در سال ۱۳۶۰ برعهده داشت.

با عزل بنی‌صدر در خرداد ۱۳۶۰، اختلافات سیاسی در تهران فروکش کرد و در زمینه سیاست‌گذاری جنگ تمرکز تصمیم‌گیری به وجود آمد. به علاوه ارتش و سپاه به همکاری بیشتری با یکدیگر پرداخته و موفق شدند تا اولین عملیات مشترک را برای شکست حصر آبادان در ۵ مهر ماه ۱۳۶۰ با پیروزی انجام دهند. در کنار این مسئله کسب تجربه توسط فرماندهان جوان سپاه، موجب بهبود توان تاکتیکی، برنامه‌ریزی صحیح و اطلاعات و امنیت بهتر عملیات‌ها شد. در پی موفقیت عملیات ثامن‌الائمه، فرماندهان ارشد ارتش و سپاه برای ارائه گزارش این عملیات به فرمانده کل قوا روح‌الله خمینی، عازم تهران شدند اما سقوط هواپیمای سی-۱۳۰ ارتش در منطقه کهریزک تهران، منجر به کشته شدن ولی‌الله فلاحی، جواد فکوری، موسی نامجو، یوسف کلاهدوز و محمد جهان‌آرا شد. اهمیت سرنشینان پرواز یادشده تا جایی بود که ستاد مشترک ارتش، نیروی هوایی ارتش و وزارت دفاع در یک روز با خلأ فرماندهان خود مواجه شدند. این رخداد باعث تغییر یافتن معادلات جنگ شده و طرح عملیات آزادسازی خرمشهر نیز به ۸ ماه بعد از آن موکول شد.

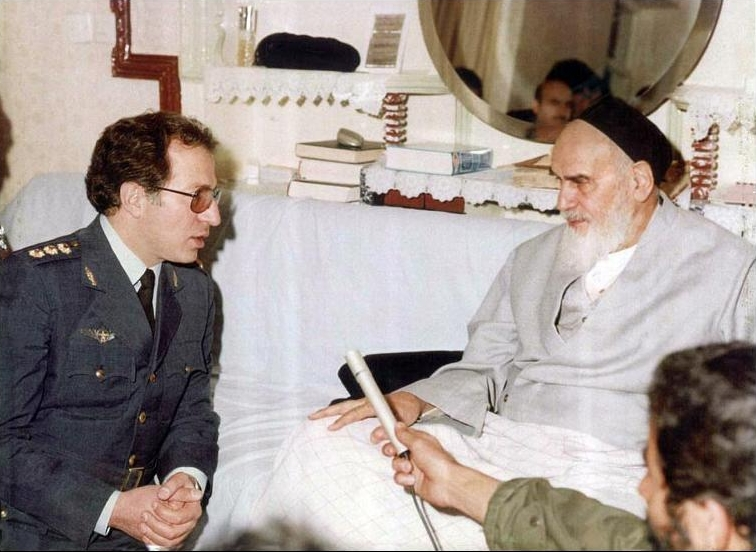
جواد فکوری وزیر دفاع کابینه رجایی و سپس فرمانده نیروی هوایی ارتش که در حادثه سقوط هواپیمای سی-۱۳۰ کشته شد، در ملاقات با روح‌الله خمینی در جماران در حال ارائه گزارشی از جبهه‌های جنگ

پیروزی در عملیات ثامن‌الائمه و همزمان شدن آن با روی کار آمدن فرماندهان جدید سپاه و نیروی زمینی ارتش، سپاه و ارتش را به تشکیل قرارگاه مشترک عملیاتی واداشت. از این زمان بود که قرارگاه مشترک کربلا با حضور فرماندهان ارتش و سپاه، اداره جبهه‌ها را بر عهده گرفت و طرح‌های عملیاتی به صورت مشترک به تصویب رسید و عملیات‌های بزرگ و موفقی همچون طریق‌القدس، فتح‌المبین و بیت‌المقدس انجام و اکثر سرزمین‌های اشغالی ایران آزاد شد. این فرماندهان در چهار سطح مختلف ایفای نقش می‌کردند:
- سطح اول: طراحی و تصمیم‌گیری؛ قرارگاه مرکزی خاتم‌الانبیا
- سطح دوم: عملیاتی؛ قرارگاه‌های مرکزی کربلا، نجف، قدس، نوح و قرارگاه‌های تاکتیکی.
- سطح سوم: تاکتیکی؛ قرارگاه‌های لشکری.
- سطح چهارم: صحنه نبرد؛ قرارگاه‌های گردانی و نقش‌های گروهانی و دسته.[۴۴]

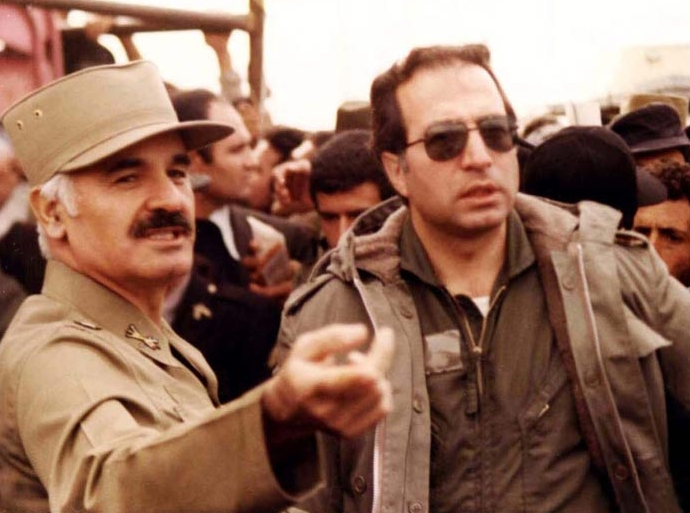
فرمانده وقت نیروی زمینی ارتش قاسمعلی ظهیرنژاد (چپ) به همراه جواد فکوری (راست) فرمانده وقت نیروی هوایی ارتش

پس از عملیات رمضان، اختلاف نظر بین سپاه پاسداران و ارتش افزایش یافت. این اختلاف‌ها، با ناکامی در عملیات‌های والفجر مقدماتی و والفجر ۱ شدت گرفت. عمدهٔ این اختلاف‌ها به نوع تفکر و نحوه اداره و فرماندهی یگان‌ها در عملیات بازمی‌گشت. علی صیاد شیرازی معتقد بود باید ارتش فرماندهی جبهه را بر عهده داشته باشد و سپاه تحت فرمان آن عمل کند اما اکبر هاشمی رفسنجانی معتقد بود این طرح عملی نیست زیرا در آن زمان بیشتر توان رزمی ایران در جنگ، با سپاه بوده، عملیات‌ها را طرح‌ریزی کرده و با کمک یگان‌های خط‌شکن خود اجرا می‌کرد. از آنجا که رئیس‌جمهور خامنه‌ای به عنوان فرمانده عالی جنگ، امکان حضور فعال در صحنه نبرد را نداشت، پیش از آغاز عملیات خیبر، خمینی در ۳۰ بهمن ۱۳۶۲ یکی از نمایندگان خود در شورای عالی دفاع ملی یعنی اکبر هاشمی رفسنجانی را به فرماندهیِ ادامهٔ عملیات‌های والفجر منصوب کرد.

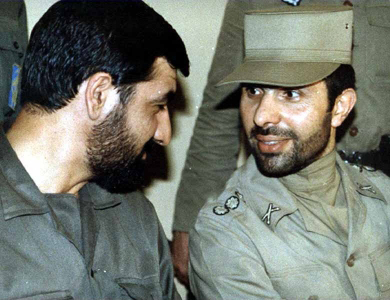
در میانه جنگ اختلاف نظراتی میان فرمانده وقت نیروی زمینی ارتش، علی صیاد شیرازی و محسن رضایی فرمانده کل سپاه پیش آمد

هاشمی رفسنجانی مسئولیت هماهنگی بین ارتش و سپاه را بر عهده گرفته و توسط قرارگاه خاتم‌الانبیا، دو سازمان سپاه و ارتش را با یکدیگر هماهنگ می‌کرد. این ساختار تا ماه‌های آخر جنگ ادامه داشت و ارتش و سپاه گاهی با هم و گاهی به صورت مستقل عملیات‌هایی را انجام می‌دادند. در خرداد ماه سال ۱۳۶۷ ستاد فرماندهی کل قوا برای مدیریت جنگ و نیز به منظور اداره تمامی نیروهای مسلح به صورت متمرکز تشکیل شد. در این زمان هاشمی رفسنجانی، ستاد فرماندهی کل قوا را با ترکیبی از نخست‌وزیر و اعضای دولت وقت و نیز فرماندهان نیروهای مسلح سازماندهی کرد تا این که جنگ در ۲۹ مرداد ۱۳۶۷ با برقراری آتش‌بس به پایان رسید.

#### فهرست فرماندهان ارتش در طول جنگ
| جایگاه               | درجه      | نام                                 | نگاره | دوران تصدی       | دوران تصدی       | نشان‌های افتخار                        |
| جایگاه               | درجه      | نام                                 | نگاره | آغاز تصدی        | پایان تصدی       | نشان‌های افتخار                        |
| -------------------- | --------- | ----------------------------------- | ----- | ---------------- | ---------------- | ------------------------------------- |
| رئیس ستاد مشترک      | سرتیپ     | ولی‌الله فلاحیجانشین رئیس ستاد مشترک |       | آغاز جنگ         | ۷ مهر ۱۳۶۰       | نشان نصر (درجه ۱)                     |
| رئیس ستاد مشترک      | سرتیپ     | قاسمعلی ظهیرنژاد                    |       | ۹ مهر ۱۳۶۰       | ۳ آبان ۱۳۶۳      | نشان نصر (درجه ۱)                     |
| رئیس ستاد مشترک      | سرهنگ     | اسماعیل سهرابی                      |       | ۳ آبان ۱۳۶۳      | ۱۳ اردیبهشت ۱۳۶۷ | —                                     |
| رئیس ستاد مشترک      | سرتیپ     | علی شهبازی                          |       | ۱۳ اردیبهشت ۱۳۶۷ | پایان جنگ        | نشان نصر (درجه ۱)                     |
| فرمانده نیروی زمینی  | سرتیپ     | قاسمعلی ظهیرنژاد                    |       | آغاز جنگ         | ۹ مهر ۱۳۶۰       | بالاتر گفته شد                        |
| فرمانده نیروی زمینی  | سرهنگ     | علی صیاد شیرازی                     |       | ۹ مهر ۱۳۶۰       | ۱۱ مرداد ۱۳۶۵    | نشان فتح (درجه ۱) · نشان فتح (درجه ۱) |
| فرمانده نیروی زمینی  | سرهنگ     | حسین حسنی سعدی                      |       | ۱۱ مرداد ۱۳۶۵    | پایان جنگ        | نشان فتح (درجه ۲)                     |
| فرمانده نیروی هوایی  | سرهنگ     | جواد فکوری                          |       | آغاز جنگ         | ۲۱ شهریور ۱۳۶۰   | —                                     |
| فرمانده نیروی هوایی  | سرهنگ     | محمدحسین معین‌پور                    |       | ۲۱ شهریور ۱۳۶۰   | ۴ آذر ۱۳۶۲       | —                                     |
| فرمانده نیروی هوایی  | سرهنگ     | هوشنگ صدیق                          |       | ۴ آذر ۱۳۶۲       | ۱۰ بهمن ۱۳۶۵     | —                                     |
| فرمانده نیروی هوایی  | سرهنگ     | منصور ستاری                         |       | ۱۰ بهمن ۱۳۶۵     | پایان جنگ        | نشان فتح (درجه ۲)                     |
| فرمانده نیروی دریایی | ناخدا یکم | بهرام افضلی                         |       | آغاز جنگ         | ۱۰ اردیبهشت ۱۳۶۲ | —                                     |
| فرمانده نیروی دریایی | ناخدا یکم | اسفندیار حسینی                      |       | ۱۰ اردیبهشت ۱۳۶۲ | ۶ تیر ۱۳۶۴       | —                                     |
| فرمانده نیروی دریایی | ناخدا یکم | محمدحسین ملک‌زادگان                  |       | ۶ تیر ۱۳۶۴       | پایان جنگ        | —                                     |

### ارتش پس از جنگ ایران و عراق

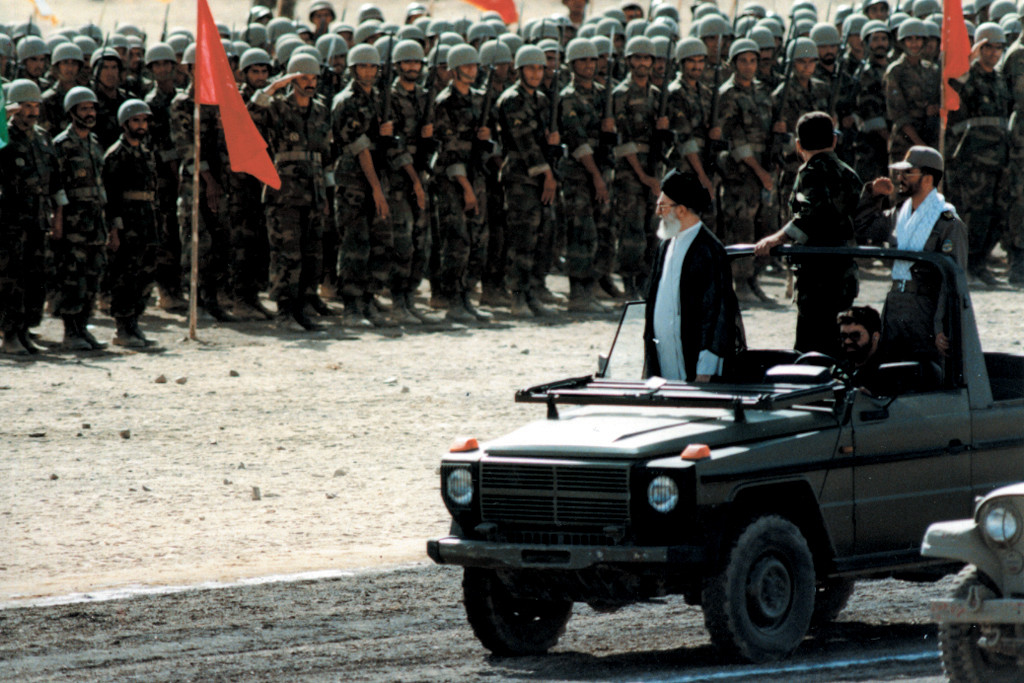
سید علی خامنه‌ای در مقام فرمانده کل قوا در حال سان دیدن از ارتش

ارتش ایران در طول جنگ حدود ۴۸ هزار کشته داد و به ناوگان نیروی زمینی و هوایی ارتش ایران آسیب زیادی وارد آمد. در سال‌های پس از جنگ به علت تحریم‌ها اعمال شده علیه ایران، جایگزینی این تجهیزات با مدل‌های روز ممکن نبود و ارتش ایران کوشید برخی از این تجهیزات را بومی‌سازی کند و با نگهداری مناسب هنوز تجهیزات باقی مانده از قبل از انقلاب در ارتش در حال خدمتند.
در طی سال‌های بعد از جنگ همچنین، چندین فرمانده دوران جنگ ارتش کشته شدند: منصور ستاری در ۱۵ دی سال ۱۳۷۳ در سانحه سقوط هواپیما در نزدیکی فرودگاه بین‌المللی شهید بهشتی اصفهان به همراه افسران بلندپایه نیروی هوایی مانند علیرضا یاسینی و مصطفی اردستانی کشته شدند.
علی صیاد شیرازی نیز در بامداد ۲۱ فروردین ۱۳۷۸ به وسیله عوامل مسلح سازمان مجاهدین خلق ایران در پوشش رفتگر، مقابل درب منزل مسکونی‌اش واقع در تهران و در برابر دیدگان فرزندش ترور شد.
ارتش ایران در دهه ۱۳۵۰ در عملیات‌های حفظ صلح سازمان ملل متحد شرکت می‌کرد و به عنوان بخشی از نیروهای پاسدار صلح سازمان ملل متحد، گردانی را از ارتش، به بلندی‌های جولان اعزام کرد. پس از انقلاب اسلامی این گردان به ایران بازگشتند و جای خود را به نیروهای نیروی زمینی فنلاند دادند.
در سال ۱۳۷۲، ارتش ایران واحدهای صلح حرفه‌ای خود را دوباره تأسیس کرد و اعلام کرد که آنها آماده هستند تا با دستورالعمل سازمان ملل به محل‌های مورد نیاز اعزام شوند.

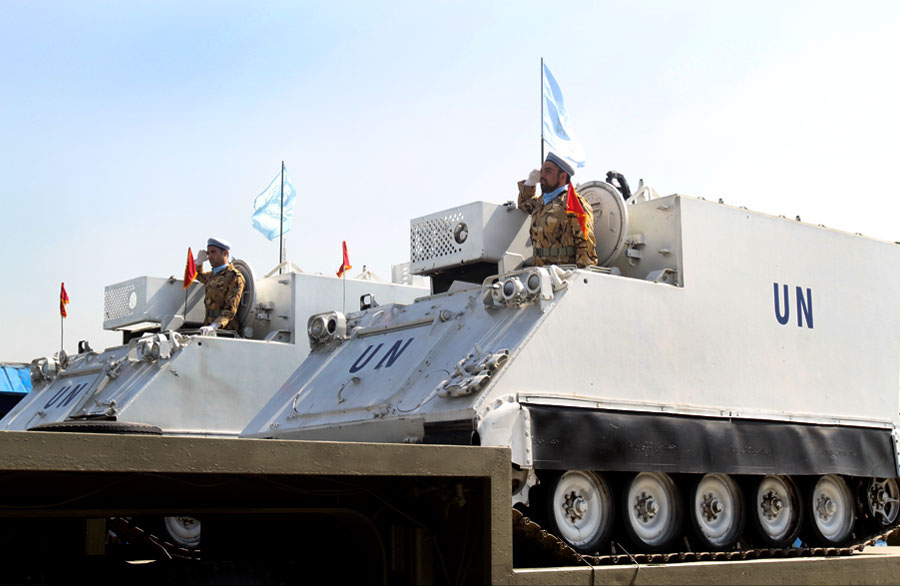
نیروهای حافظ صلح سازمان ملل از ارتش ایران در سال ۱۳۹۱

از آن زمان، ایران نیروها را در اتیوپی و اریتره در سال ۱۳۸۲ و مأموریت اتحادیه آفریقا در دارفور در سال ۱۳۹۱ مستقر کرده است.
نیروی دریایی ارتش ایران چندین مأموریت را برای مبارزه با دزدی دریایی در سواحل سومالی به راه انداخته است و تاکنون چندین بار ملوانان کشورهای دیگر را از بند دزدان دریایی آزاد کرده است.

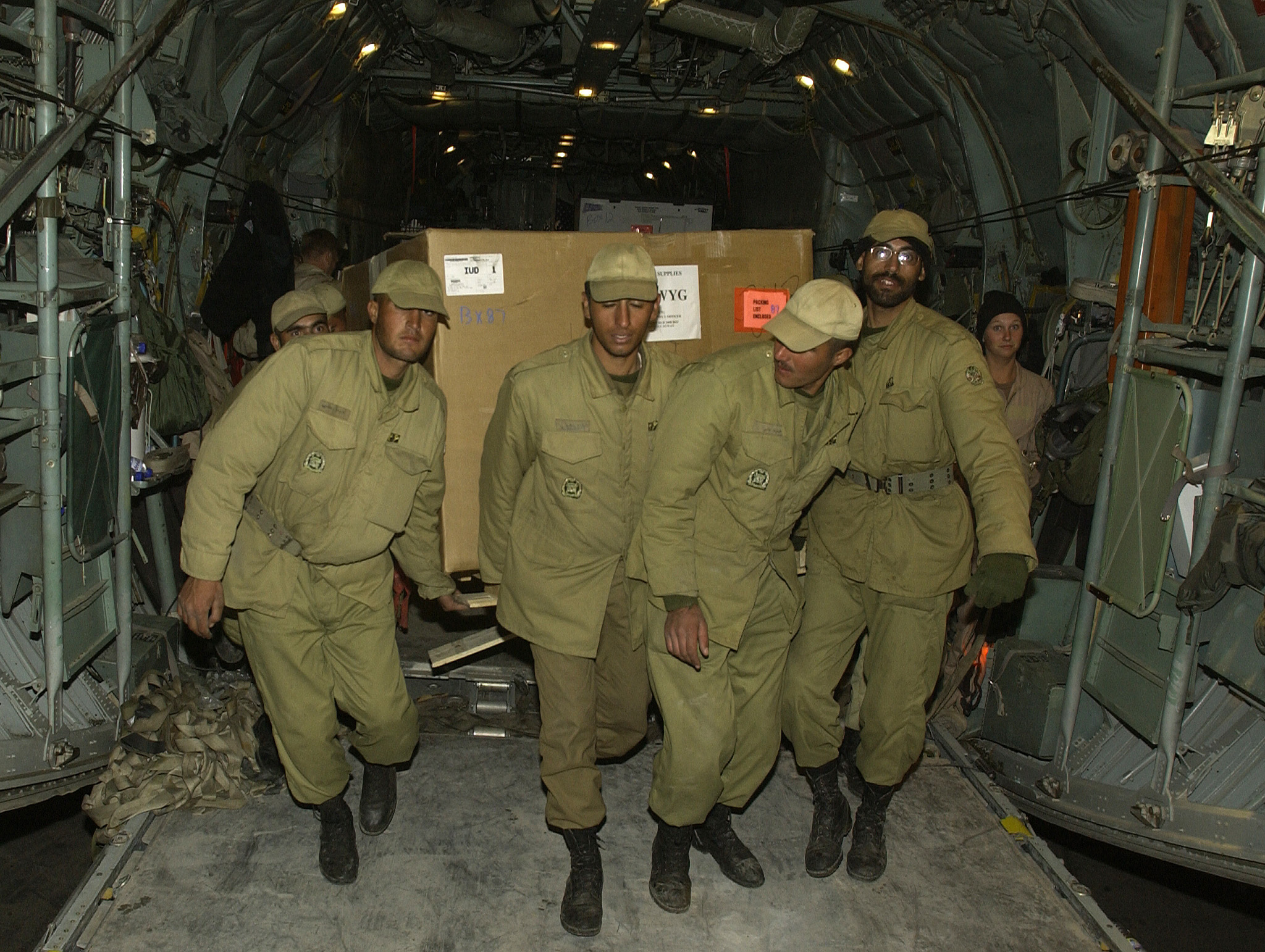
سربازان نیروی زمینی ارتش جمهوری اسلامی ایران، در حال تخلیه محموله کمک‌های پزشکی ارسال شده توسط آمریکا از یک فروند لاکهید سی-۱۳۰ هرکولس متعلق به نیروی هوایی ایالات متحده آمریکا در کرمان برای کمک به زلزله‌زدگان بم، دی ماه ۱۳۸۲

ارتش ایران همچنین در مواقع اضطراری و وقوع حوادث غیرمترقبه مانند زلزله یا سیل با کارهایی مانند پاکسازی جاده‌ها، برقراری ارتباطات برقراری مجدد، تأمین و انتقال کالا، انتقال مصدومان و پرسنل درمانی و راه اندازی بیمارستان‌های صحرایی و مراکز مراقبت به همراه نیروی‌های امدادی در محل حاضر شده‌اند.

### نقش در سرکوب اعتراض‌ها
در اسفند ۱۳۹۹، کیومرث حیدری، فرمانده نیروی زمینی ارتش در این دوره، اعلام کرد که ارتش جمهوری اسلامی در سرکوب اعتراضات نقش اثرگذاری داشته است. او پس از سفارش بر آن که ارتش با موافقت رئیس ستاد کل نیروهای مسلح جمهوری اسلامی در سرکوب اعتراضات درون شهرها شرکت کرده است، این را کاری «افتخارآمیز» و نشان «ولایت‌مداری» دانست. او در مورد سرکوب اعتراضات، از نام «ناآرامی‌های دی ماه سال ۹۷» بهره‌برد و پیش از این نیز گزارش‌های دیگری از مشارکت ارتش ایران در سرکوب اعتراض‌های دی ۹۶ و به ویژه اعتراضات آبان ۹۸ نشر یافته بود.
در سال ۱۴۰۰، کیومرث حیدری، فرمانده نیروی زمینی ارتش، نشان درجه یک فتح نیروهای مسلح را با حکم علی خامنه‌ای، رهبر جمهوری اسلامی ایران برای بزرگداشت کارهایش برای «سرکوب داخلی»، «مداخلات منطقه‌ای» و «امدادرسانی در حوادث طبیعی» دریافت کرد.

## ساختار سازمانی و وظایف
ساختار سازمانی ارتش ایران از ۴ نیروی زمینی، هوایی، دریایی و پدافند هوایی، همچنین یک معاونت هماهنگ‌کننده تشکیل می‌شود، که این نیروها و کلیه یگان‌های زیرمجموعه آنها، تحت نظر ستاد فرماندهی کل ارتش فعالیت می‌کنند.
1. ستاد مشترک ارتش (سماجا): مرکز برنامه‌ریزی و هماهنگی میان ۴ نیروی ارتش را برعهده دارد. این نیروها شامل نیروی زمینی، نیروی پدافند هوایی، نیروی دریایی و نیروی هوایی می‌باشند. لزوم هماهنگی و پشتیبانی هر ۴ نیرو از یکدیگر در جنگ‌ها، باعث به وجود آمدن ستاد مشترک شده است. سرلشکر محمدولی قرنی نخستین رئیس ستاد مشترک ارتش پس از وقوع انقلاب ۱۳۵۷ بود. در اواخر سال ۱۳۸۶ ستاد مشترک ارتش، به ستاد فرماندهی کل ارتش تغییر یافت و جایگاه ریاست ستاد مشترک ارتش نیز به معاونت هماهنگ‌کنندهٔ ارتش (و رئیس ستاد مشترک ارتش) تبدیل گردید.
2. نیروی زمینی ارتش (نزاجا): بزرگ‌ترین نیروی فعال در نیروهای مسلح ایران است و هم‌اکنون سرتیپ کیومرث حیدری فرماندهی آن را برعهده دارد.
3. نیروی دریایی ارتش (نداجا): مسئولیت حفاظت و صیانت از آب‌های سرزمینی ایران در شمال و جنوب را برعهده دارد و نیز حافظ منافع ایران در آب‌های آزاد بین‌المللی می‌باشد. در حال حاضر فرماندهی نیروی دریایی برعهده دریادار شهرام ایرانی است.
4. نیروی هوایی ارتش (نهاجا): مسئولیت حفاظت از مرزهای هوایی ایران و پشتیبانی از نیروهای رزمی را برعهده دارد و فرماندهی آن نیز برعهده سرتیپ خلبان حمید واحدی می‌باشد.
5. نیروی پدافند هوایی ارتش (نپاجا): از خردادماه ۱۳۹۸ با تفکیک پدافند هوایی ارتش از قرارگاه پدافند هوایی خاتم‌الانبیا، این یگان به نیروی پدافند هوایی ارتقاء یافت و به عنوان نیروی چهارم ارتش به فعالیت ادامه داد. سازمان و بدنه اصلی این نیرو، از نیروی هوایی ارتش گرفته شده است و هم‌اکنون مسئولیت ایجاد امنیت در آسمان و حفاظت از مرزهای هوایی کشور را با مشارکت نیروی هوایی ارتش، برعهده دارد. هم‌اکنون فرماندهی نیروی پدافند هوایی برعهده سرتیپ علیرضا صباحی‌فرد می‌باشد.

### یگان‌های تابعه
| سازمان                              | فرمانده                      | جانشین فرمانده          | معاون هماهنگ‌کننده            | نشان |
| ----------------------------------- | ---------------------------- | ----------------------- | ---------------------------- | ---- |
| ستاد مشترک ارتش جمهوری اسلامی ایران | سرلشکر امیر حاتمی            | سرتیپ محمدحسین دادرس    | دریادار حبیب‌الله سیاری       |      |
| نیروی زمینی ارتش                    | سرتیپ کیومرث حیدری           | سرتیپ نوذر نعمتی        | سرتیپ یوسف قربانی            |      |
| هوانیروز ارتش                       | سرتیپ‌دوم خلبان قاسم خاموشی   | سرتیپ‌دوم خلبان علی عفیف | سرتیپ‌دوم خلبان فارس شیخی     |      |
| نیروی دریایی ارتش                   | دریادار شهرام ایرانی         | دریادار حمزه‌علی کاویانی | دریادار بابک بلوچ            |      |
| هواپیمایی نیروی دریایی ارتش         | دریادار دوم منصور روح‌الامینی | نامعلوم                 | نامعلوم                      |      |
| نیروی هوایی ارتش                    | سرتیپ خلبان حمید واحدی       | سرتیپ خلبان مهدی هادیان | سرتیپ خلبان علی‌اکبر طالب‌زاده |      |
| نیروی پدافند هوایی ارتش             | سرتیپ علیرضا صباحی‌فرد        | سرتیپ علیرضا الهامی     | سرتیپ محمد یوسفی خوش‌قلب      |      |
| سازمان عقیدتی سیاسی ارتش            | عباس محمدحسنی                | احمد جلیلی صفت          | سرتیپ محمد اکرمی‌نیا          |      |
| سازمان حفاظت اطلاعات ارتش           | سرتیپ محمدحسن حبیبیان        | نامعلوم                 | ندارد                        |      |
| دژبان کل ارتش                       | سرتیپ‌دوم محمدرضا حسینی       | سرهنگ رضا عرفانی‌راد     | نامعلوم                      |      |
| مرکز مطالعات راهبردی ارتش           | سرتیپ احمدرضا پوردستان       | نامعلوم                 | ندارد                        |      |

### بخش مالی و بودجه
در سال‌های ۱۳۹۶ و ۱۳۹۷ تقریباً ۲۰ درصد از بودجهٔ نظامی ایران، سهم ارتش بوده است. در سال ۱۳۹۷ بودجهٔ سالیانه ارتش (ستاد مشترک ارتش) ۹ هزار و ۷۰۰ میلیارد تومان اعلام گردید. افزون بر این، در سال ۱۳۹۷ بودجه سازمان عقیدتی سیاسی ارتش؛ ۳۷ میلیارد تومان، دانشگاه‌های افسری ارتش (شامل: دانشگاه افسری نیروی زمینی، دانشگاه علوم دریایی، دانشگاه هوایی و دانشگاه پدافند هوایی) بیش از ۳۱ میلیارد تومان، سازمان حفاظت اطلاعات ارتش؛ ۲۰ میلیارد تومان و دانشگاه علوم پزشکی ارتش؛ ۱۰ میلیارد تومان بود.
در لایحه بودجه ۱۴۰۰ بودجه ارتش بیش از ۲۰ هزار میلیارد تومان شده است.

### مأموریت و وظیفه‌ها

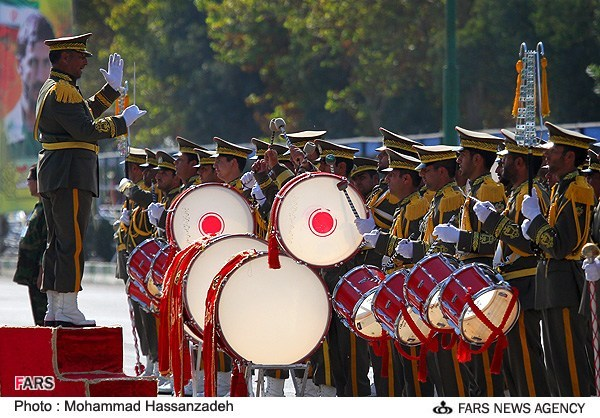
اجرای گروه موزیک ارتش

مأموریت اصلی ارتش جمهوری اسلامی ایران، آمادگی و مقابله در برابر هرگونه تجاوز نظامی علیه استقلال و دفاع از منافع کشور و تمامیت ارضی نظام جمهوری اسلامی ایران است. بنابر مادهٔ هفتم قانون ارتش جمهوری اسلامی ایران، مصوب مهرماه ۱۳۶۶، مأموریت و وظایف ارتش به صورت زیر است:
- آمادگی و مقابله در برابر هرگونه تجاوز نظامی علیه استقلال، تمامیت ارضی، نظام جمهوری اسلامی ایران و منافع کشور.
- همکاری با نیروی انتظامی و سپاه پاسداران، در مقابله با اشرار، یاغیان، قاچاقچیان، تجزیه‌طلبان و جریانات برانداز نظام، در مواقع ضروری و بنا به‌دستور.
- آمادگی جهت همکاری با سپاه پاسداران در کمک به ملل مسلمان و مستضعفِ غیرمعارض با جهان اسلام، در دفاع از خود، در برابر تهدید و تجاوز نظامی، بنا به درخواست آنان و بنا به دستور.
- در اختیار قرار دادن افرادی که در استخدام ارتش هستند و تجهیزات فنی آنها، بنا به درخواست دولت در اجرای اصل ۱۴۷ قانون اساسی و با رعایت کامل موازین عدل اسلامی، در حدی که بنا به تشخیص شورای عالی دفاع، به آمادگی رزمی ارتش آسیبی وارد نشود.
- سازماندهی، آموزش، تجهیزات و گسترش نیروهای زمینی، هوایی و دریایی، متناسب با امکانات و تهدیدات، برای انجام مأموریت‌های محوله.
- تلاش مداوم و مستمر در جهت حاکمیت کامل فرهنگ و ضوابط اسلامی در ارتش و وزارت دفاع و سازمان‌های وابسته به آنها.
- آماده نمودن مردم برای دفاع مسلحانه از کشور و نظام جمهوری اسلامی، در چهارچوب قانون خدمت وظیفه عمومی.
- کمک به سپاه پاسداران، در آموزش و سازماندهی.
- اقدامات لازم در جهت نیل به خودکفایی در کلیه زمینه‌ها از قبیل؛ صنعتی، آموزشی، تدارکاتی، اطلاعاتی، روش‌ها و سازماندهی.
- اقدامات لازم در زمینه کسب اطلاع از اوضاع، رویدادها و تحولات سیاسی-نظامی آشکار و نهان منطقه و جهان و ارزیابی مستمر تهدیدات و توان رزمی دشمنان بالفعل و بالقوه.
- تلاش مداوم و مستمر در جهت حفظ و صیانت ارتش و وزارت دفاع و سازمان‌های وابسته به آن‌ها، در زمینه‌های امنیتی.
- ایجاد تسهیلات لازم برای همکاری سپاه پاسداران با ارتش، در مواقع ضروری که شورای عالی دفاع تعیین می‌نماید.[۱۰]

## آموزش
| دانشگاه                              | تأسیس | مکان  | نشان | پرچم |
| ------------------------------------ | ----- | ----- | ---- | ---- |
| دانشگاه افسری امام علی               | ۱۳۰۰  | تهران |      |      |
| دانشگاه فرماندهی و ستاد آجا          | ۱۳۱۴  | تهران |      |      |
| دانشگاه علوم دریایی امام خمینی       | ۱۳۵۹  | نوشهر |      |      |
| دانشگاه هوایی شهید ستاری             | ۱۳۶۷  | تهران |      |      |
| دانشگاه علوم پزشکی ارتش              | ۱۳۷۲  | تهران |      |      |
| مرکز آموزش تخصص‌های دریایی باقرالعلوم | ۱۳۴۱  | رشت   |      |      |
| دانشگاه فارابی                       | ۱۳۷۶  | تهران |      |      |
| دانشگاه پدافند هوایی خاتم‌الانبیا     | ۱۳۹۲  | تهران |      |      |

### استراتژی نظامی
دکترین نظامی نیروهای مسلح ایران بر پایه مادهٔ ششم قانون ارتش جمهوری اسلامی ایران، بر ۷ اصل؛ اسلامی‌بودن، ولایی‌بودن، مردمی‌بودن، خودکفایی، انضباط، اقتدار و سادگی، استوار می‌باشد.
1. اسلامی بودن: در تشکیل و تجهیز نیروهای مسلح، اساس و ضابطه، مکتب اسلام است، به نحوی که بر همه شئون و ابعاد آن، ضوابط و مقررات شرع، حاکمیت داشته باشد.
2. ولایی بودن: نیروهای مسلح، تحت فرمانِ فرماندهی کل بوده و اصل وحدت فرماندهی، در تمامی رده‌های آن حاکم می‌باشد. دستور فرمانده در صورتی که مغایر با دستورهای مسلم شرع، فرمان‌های فرماندهی کل و حاکمیت نظام و قوانین جمهوری اسلامی ایران نباشد، لازم‌الاجرا است.
3. مردمی بودن: نیروهای مسلح همواره در کنار مردم و در جهت مصالح و آرمان‌های امت اسلامی، انجام وظیفه می‌نمایند و در زمان صلح نیز به درخواست دولت، افراد و تجهیزات فنی خود را، در حدی که به آمادگی رزمی آن‌ها آسیبی وارد نشود، در جهتِ خدمت به مردم، به کار می‌گیرند.
4. خودکفایی: نیروهای مسلح با بهره‌گیری از تمامی توان خود در جهت رسیدن به خودکفایی تلاش می‌نمایند.
5. انضباط: نیروهای مسلح باید با ایجاد انضباط معنوی برخاسته از اعتقاد و ایمان پرسنل، وضع مقررات منطقی و عادلانه و برقراری سیستم‌های تشویق و تنبیه، زمینه اجرای کامل دستورها و مقررات را فراهم سازند.
6. سادگی: در نیروهای مسلح در تمامی زمینه‌ها اعم از طرح‌ریزی‌های ستادی، اعمال مدیریت، به‌کارگیری سیستم‌ها و روش‌ها، گزینش تکنولوژی و صدور دستورالعمل‌ها، باید اصلِ سادگی رعایت شود. تشکیلات غیر ضروری و تشریفات بی‌مورد، حذف و روش‌های یکنواخت‌سازی، مورد توجه قرار گیرد.
7. اقتدار: نیروهای مسلح می‌بایست از چنان آمادگی، تحرک و اقتداری برخوردار باشند، که بتوانند با بهره‌گیری از تمامی امکانات جمهوری اسلامی، جرأت تعرض را از دشمنانِ آشکار و نهان، سلب نمایند.
8. دفاعی بودن: نیروهای مسلح با بهره‌گیری از تمامی توان خود دشمن را از تعرض بازداشته و در برابر هر گونه تجاوز دفاع نموده و متجاوز را تنبیه و سرکوب می‌نمایند و در عین اعتقاد به اصل عدم تعرض، ملل مسلمان یا مستضعف غیرمعارض با اسلام را برای دفاع از خود، یاری می‌کنند.[۱۰]

## فرماندهان
فهرست زیر، فرماندهان ارتش جمهوری اسلامی ایران را شامل می‌شود، که از ۱۳۵۷ تحت عنوان رئیس ستاد مشترک ارتش و از ۱۳۸۶ تاکنون نیز بعنوان فرمانده کل ارتش نامیده می‌شود. در این فهرست درجه‌های فرماندهان در هنگام انتصاب قید شده است.
| ر                                                                       | درجه                                                                    | نام                                                                     | شروع تصدی                                                               | پایان تصدی                                                              | مدت تصدی                                                                | م                                                                       |
| «ستاد کل ارتش ملی(-اسلامی) ایران» «ستاد مشترک ارتش جمهوری اسلامی ایران» | «ستاد کل ارتش ملی(-اسلامی) ایران» «ستاد مشترک ارتش جمهوری اسلامی ایران» | «ستاد کل ارتش ملی(-اسلامی) ایران» «ستاد مشترک ارتش جمهوری اسلامی ایران» | «ستاد کل ارتش ملی(-اسلامی) ایران» «ستاد مشترک ارتش جمهوری اسلامی ایران» | «ستاد کل ارتش ملی(-اسلامی) ایران» «ستاد مشترک ارتش جمهوری اسلامی ایران» | «ستاد کل ارتش ملی(-اسلامی) ایران» «ستاد مشترک ارتش جمهوری اسلامی ایران» | «ستاد کل ارتش ملی(-اسلامی) ایران» «ستاد مشترک ارتش جمهوری اسلامی ایران» |
| ----------------------------------------------------------------------- | ----------------------------------------------------------------------- | ----------------------------------------------------------------------- | ----------------------------------------------------------------------- | ----------------------------------------------------------------------- | ----------------------------------------------------------------------- | ----------------------------------------------------------------------- |
| ۱                                                                       | سرلشکر                                                                  | سید محمدولی قرنی (۱۲۹۲–۱۳۵۸)                                            | ۲۳ بهمن ۱۳۵۷                                                            | ۶ فروردین ۱۳۵۸                                                          | ۱ ماه ۱۳روز                                                             |                                                                         |
| ۲                                                                       | سرلشکر                                                                  | ناصر فربد (۱۳۰۱–۱۳۹۸)                                                   | ۶ فروردین ۱۳۵۸                                                          | ۳۰ تیر ۱۳۵۸                                                             | ۳ماه ۲۵روز                                                              | [ ۹۷ ]                                                                  |
| ۳                                                                       | سرلشکر                                                                  | محمدحسین شاکر (زاده ۱۳۰۷)                                               | ۳۰ تیر ۱۳۵۸                                                             | ۱ دی ۱۳۵۸                                                               | ۵ ماه ۲روز                                                              | [ ۹۸ ]                                                                  |
| ۴                                                                       |                                                                         | محمدهادی شادمهر (۱۲۹۹–۱۳۸۷)                                             | ۱ دی ۱۳۵۸                                                               | خرداد ۱۳۵۹                                                              |                                                                         |                                                                         |
| -                                                                       | سرتیپ                                                                   | ولی‌الله فلاحی (۱۳۱۰–۱۳۶۰)                                               | ۲۹ خرداد ۱۳۵۹                                                           | ۷ مهر ۱۳۶۰                                                              | ۱سال ۳ماه ۱۰روز                                                         |                                                                         |
| ۵                                                                       | سرلشکر                                                                  | قاسمعلی ظهیرنژاد (۱۳۰۳–۱۳۷۸)                                            | ۹ مهر ۱۳۶۰                                                              | ۳ آبان ۱۳۶۳                                                             | ۳سال                                                                    |                                                                         |
| ۶                                                                       | سرتیپ                                                                   | اسماعیل سهرابی (زاده ۱۳۱۶)                                              | ۳ آبان ۱۳۶۳                                                             | ۱۳ اردیبهشت ۱۳۶۷                                                        | ۳سال ۶ماه ۱۱روز                                                         |                                                                         |
| ۷                                                                       | سرتیپ                                                                   | علی شهبازی (زاده ۱۳۱۵)                                                  | ۱۳ اردیبهشت ۱۳۶۷                                                        | شهریور ۱۳۷۷                                                             | ۱۰سال ۴ماه ۲۷روز                                                        |                                                                         |
| «فرمانده کل ارتش»                                                       |                                                                         |                                                                         |                                                                         |                                                                         |                                                                         |                                                                         |
| (۷)                                                                     | سرلشکر                                                                  | علی شهبازی (زاده ۱۳۱۵)                                                  | ۸ مهر ۱۳۷۷                                                              | ۱ خرداد ۱۳۷۹                                                            | ۱سال ۷ماه ۲۵روز                                                         |                                                                         |
| ۸                                                                       | سرلشکر                                                                  | محمد سلیمی (۱۳۱۶–۱۳۹۴)                                                  | ۱ خرداد ۱۳۷۹                                                            | ۲۰ شهریور ۱۳۸۴                                                          | ۵سال ۳ماه ۲۰روز                                                         |                                                                         |
| ۹                                                                       | سرلشکر                                                                  | عطاءالله صالحی (زاده ۱۳۲۷)                                              | ۲۰ شهریور ۱۳۸۴                                                          | ۳۰ مرداد ۱۳۹۶                                                           | ۱۱سال ۱۱ماه ۱۱روز                                                       |                                                                         |
| ۱۰                                                                      | سرلشکر                                                                  | سید عبدالرحیم موسوی (زاده ۱۳۳۸)                                         | ۳۰ مرداد ۱۳۹۶                                                           | ۲۳ خرداد ۱۴۰۴                                                           | ۷ سال، ۹ ماه و ۲۳ روز                                                   |                                                                         |
| ۱۱                                                                      | سرلشکر                                                                  | امیر حاتمی (زاده ۱۳۴۵)                                                  | ۲۳ خرداد ۱۴۰۴                                                           | تاکنون                                                                  | ۱ ماه و ۳۰ روز                                                          |                                                                         |